# DIP Project
«DIP Project» — российская музыкальная поп-группа из Москвы, работающая в жанре электронной танцевальной музыки, направлениях поп-музыка, дип-хаус.

## Дискография

### Студийные альбомы
В составе «DIP Project & Чёрное и Белое»
| Название       | Информация                                                                | Примечание |
| -------------- | ------------------------------------------------------------------------- | ---------- |
| Раз и навсегда | - Релиз: 2006 - Лейбл: Монолит Рекордс - Формат: CD, цифровая дистрибуция | Трек-лист  |

В составе «Инфинити»
| Название                                | Информация                                                                              | Примечание |
| --------------------------------------- | --------------------------------------------------------------------------------------- | ---------- |
| Где ты? feat. DIP Project               | - Релиз: 2008 - Лейбл: SBA Production / Warner Music - Формат: CD, цифровая дистрибуция | Трек-лист  |
| Где ты? feat. DIP Project (Переиздание) | - Релиз: 2008 - Лейбл: SBA Production / Warner Music - Формат: CD, цифровая дистрибуция | Трек-лист  |

### Альбомные синглы
| Год  | Название     | Формат                                        | Альбом     |
| ---- | ------------ | --------------------------------------------- | ---------- |
| 2008 | «Где ты?»    | Радиоротация, цифровая дистрибуция, видеоклип | Где ты?    |
| 2008 | «Я не боюсь» | Радиоротация, цифровая дистрибуция, видеоклип | Где ты?    |
| 2009 | «Слёзы-вода» | Радиоротация, цифровая дистрибуция, видеоклип | Я так хочу |

### Новые синглы
Новые композиции и обновлённые версии известных хитов «DIP Project»
- 2021 — «Случайная»
- 2021 — «Сто историй (New Version)»
- 2021 — «Иллюзия (New Version)»
- 2021 — «Иллюзия (New Extended Version)»
- 2021 — «Случайная (Exclusive Version)»
- 2021 — «Алло (New Version 2021)»
- 2021 — «Я задыхаюсь (New Version)»
- 2021 — «На чиле»
- 2021 — «Мотылёк»
- 2022 — «Secret Dreams»
- 2022 — «Я спою тебе хит»
- 2022 — «Танцы под дождем»
- 2022 — «Universe»
- 2022 — «<Белый снег»
- 2022 — «Отпусти»
- 2022 — «Goodbye»
- 2022 — «На движе»
- 2022 — «Мы на движе»
- 2022 — «Любовь-минор»
- 2022 — «Вдвоем (Акустика)»
- 2022 — «Вдвоём»
- 2022 — «Солью на губах»

## Видеография
| Год  | Клип          | Режиссёр            | Альбом      |
| ---- | ------------- | ------------------- | ----------- |
| 2008 | «Где ты?»     | Александр Игудин    | Где ты?     |
| 2009 | «Я не боюсь»  | Александр Игудин    | Где ты?     |
| 2009 | «Слёзы-вода»  | Александр Игудин    | Я так хочу  |
| 2012 | «Алло»        | Константин Черепков | Алло        |
| 2016 | «Ночь в огне» | Захар Богомолов     | без альбома |
| 2022 | «Вдвоем»      | Олег Русинович      | без альбома |

## Наибольший успех
1. За трек «Где ты» DIP Project вместе с группой Инфинити получила премию Золотой граммофон в 2008 году[4][5].
2. Песня «Сто Историй» держалась в хит-параде радио ДФМ около 3-х месяцев[источник не указан 845 дней].
3. Песня MaXimA — «Алло» попала в хит-парад Русского Радио, «Золотой Граммофон»[источник не указан 845 дней].
4. Песня «Иллюзия» заняла 1-е место в чарте радио ДФМ летом 2012 года, и стала официальным саундтреком сериала «Реальные Пацаны»[6].